# Museo de la Memoria y los Derechos Humanos
Das Museo de la Memoria y los Derechos Humanos (Museum der Erinnerung und Menschenrechte) ist ein Museum in Santiago de Chile. Es ist dem Gedenken an die Opfer der Militärdiktatur unter Augusto Pinochet gewidmet. Teile seiner Sammlung gehören zum UNESCO-Weltdokumentenerbe.

## Geschichte

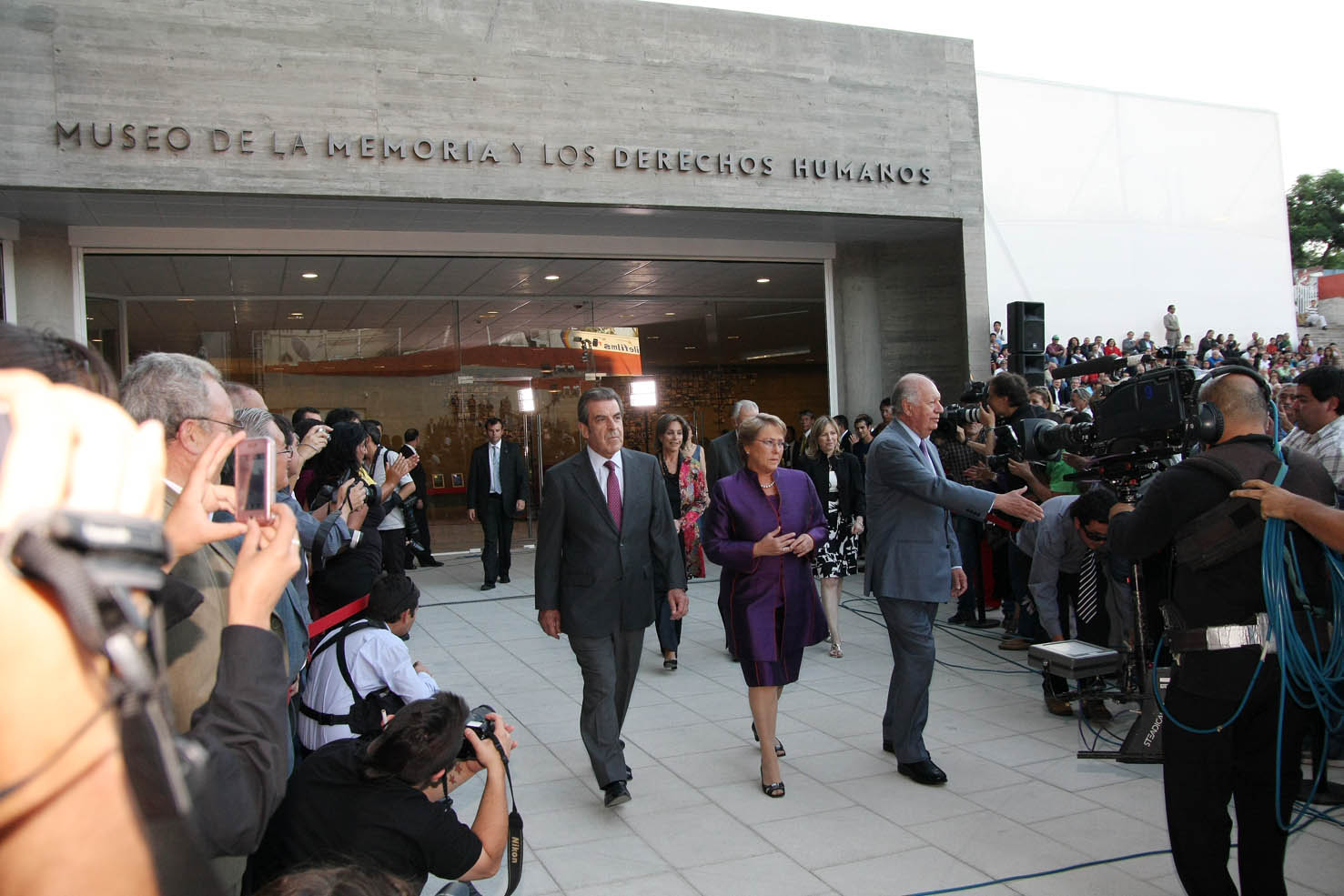
Präsidentin Michelle Bachelet bei der Einweihung des Museums mit ihren beiden Amtsvorgängern Eduardo Frei Ruiz-Tagle und Ricardo Lagos, 11. Januar 2010

Die Idee eines Erinnerungsortes für die Opfer der Militärdiktatur warf bereits der 1991 von Raúl Rettig herausgegebene Rettig-Report auf, der die Verbrechen der Diktatur dokumentierte. Konservative politische Kräfte und die fortwährende Präsenz Augusto Pinochets in der chilenischen Politik verhinderten lange Zeit eine offene Debatte um die Erinnerung an die Opfer. Dazu kamen Bedenken um den Umgang mit Persönlichkeitsrechten der Opfer und ihrer überlebenden Angehörigen. 2007 kündigte die chilenische Präsidentin Michelle Bachelet an, ein Museum der Erinnerung und Menschenrechte in Santiago de Chile bauen lassen. Bachelet, die selbst unter der Militärdiktatur als politische Gefangene inhaftiert war, setzte eine Regierungskommission ein, die zwei Jahre lang ein Konzept für den Museumsbau und das Ausstellungskonzept erarbeitete. Für die Planung des Gebäudes wurde ein Wettbewerb ausgeschrieben, in dem aus 56 Vorschlägen der des brasilianischen Architekturbüros Estudio América ausgewählt wurde. Bachelet eröffnete das Museum am 11. Januar 2010 als eine ihrer letzten Amtshandlungen ihrer ersten Präsidentschaft. Die Eröffnung war Teil der Feierlichkeiten zum 200. Unabhängigkeitstag Chiles. Die erste Museumsdirektorin wurde die Wissenschaftlerin und Politikerin Romy Schmidt, die zuvor Ministerin in Bachelets erstem Kabinett gewesen war. Träger des staatlich finanzierten Museums ist ein Zusammenschluss chilenischer Menschenrechtsorganisationen.
Wenige Wochen nach der Eröffnung zerstörte das Erdbeben am 27. Februar 2010 große Teile der Ausstellung. Das Gebäude blieb intakt, aber das Museum musste für ein halbes Jahr geschlossen werden.
Am 9. September 2013 fand im Museum die Gedenkfeier zum 40. Jahrestag des Putsches statt.
Bundespräsident Joachim Gauck besuchte das Museum mit Präsidentin Bachelet bei seiner Chile-Reise am 13. Juli 2016.

## Gebäude
Das Museum wurde von den Architekten Mario Figueroa, Lucas Fehr und Carlos Dias aus der in São Paulo ansässigen Architekturfirma Estudio América entworfen und in Zusammenarbeit mit dem chilenischen Architekten Roberto Ibieta umgesetzt. Das Gebäude ruht an beiden Enden auf einem zweigeteilten Unterbau, der die Unebenheit des Baugrunds ausgleicht und es ermöglicht, unter dem Museum hindurchzugehen. Das Eingangsfoyer befindet sich im Unterbau, sodass man das Museum von unten betritt. Das Zentrum des Museums bildet ein sich über alle drei Stockwerke erstreckender Raum, der an einer Wand Fotos der unter der Pinochet-Diktatur gefolterten, verschwundenen und ermordeten Menschen zeigt. Die Ausstellungsräume erstrecken sich über drei Stockwerke auf einer Ausstellungsfläche von 5.000 m2. Dazu kommen eine Bibliothek und ein Dokumentationszentrum, Seminarräume und Büroräume für die Museumsverwaltung. Die Fassadenverkleidung aus perforierten Kupferplatten ist lichtdurchlässig und ermöglicht aus dem Inneren des Gebäudes den Blick nach draußen. Der weite Vorplatz des Museums, die Plaza de la Memoria, ist für Open-Air-Veranstaltungen konzipiert. Im Zentrum des Platzes befindet sich das unterirdische Mahnmal La Geometría de la Conciencia des chilenischen Künstlers Alfredo Jaar. Eine der Außenwände gestaltete der Künstler Jorge Tacla mit einem Auszug aus dem letzten Gedicht des Sängers Víctor Jara, das er als Gefangener im (heute nach ihm benannten) Estadio Chile schrieb. Den Weg zum Museumseingang begleiten die 30 Artikel der Allgemeinen Erklärung der Menschenrechte.

## Ausstellung
Die Grundlage der Sammlung bildet das Menschenrechtsarchiv Chiles, das die UNESCO 2003 in das Weltdokumentenerbe aufnahm. Hinzu kamen zahlreiche private Spenden. Die Sammlung umfasst mehr als 40.000 Ausstellungsstücke, darunter Fotos, Briefe von Gefangenen, Zeitungsartikel, Ton- und Filmaufnahmen mit Zeugnissen von Überlebenden und persönliche Erinnerungsstücke.
Das Untergeschoss des Museums zeigt eine Weltkarte der Wahrheitskommissionen und Bilder von allen Gedenkstätten in Chile, die an die Diktatur erinnern. Die übrige Ausstellung zeigt die Geschichte des Militärputsches am 11. September 1973 und der Repressionen der Militärregierung gegen die Bevölkerung sowie des Widerstands innerhalb Chiles und der internationalen Solidaritätsbewegung bis zur Volksabstimmung 1988, die die Rückkehr Chiles zur Demokratie bedeutete. Im zweiten Stock befindet sich ein Ruhe- und Gedenkraum. Im dritten Stockwerk ist Raum für Wechselausstellungen.
Mehrere Ausstellungen des Museums wurden zu Wanderausstellungen umgestaltet und in zahlreichen Städten in Chile gezeigt.

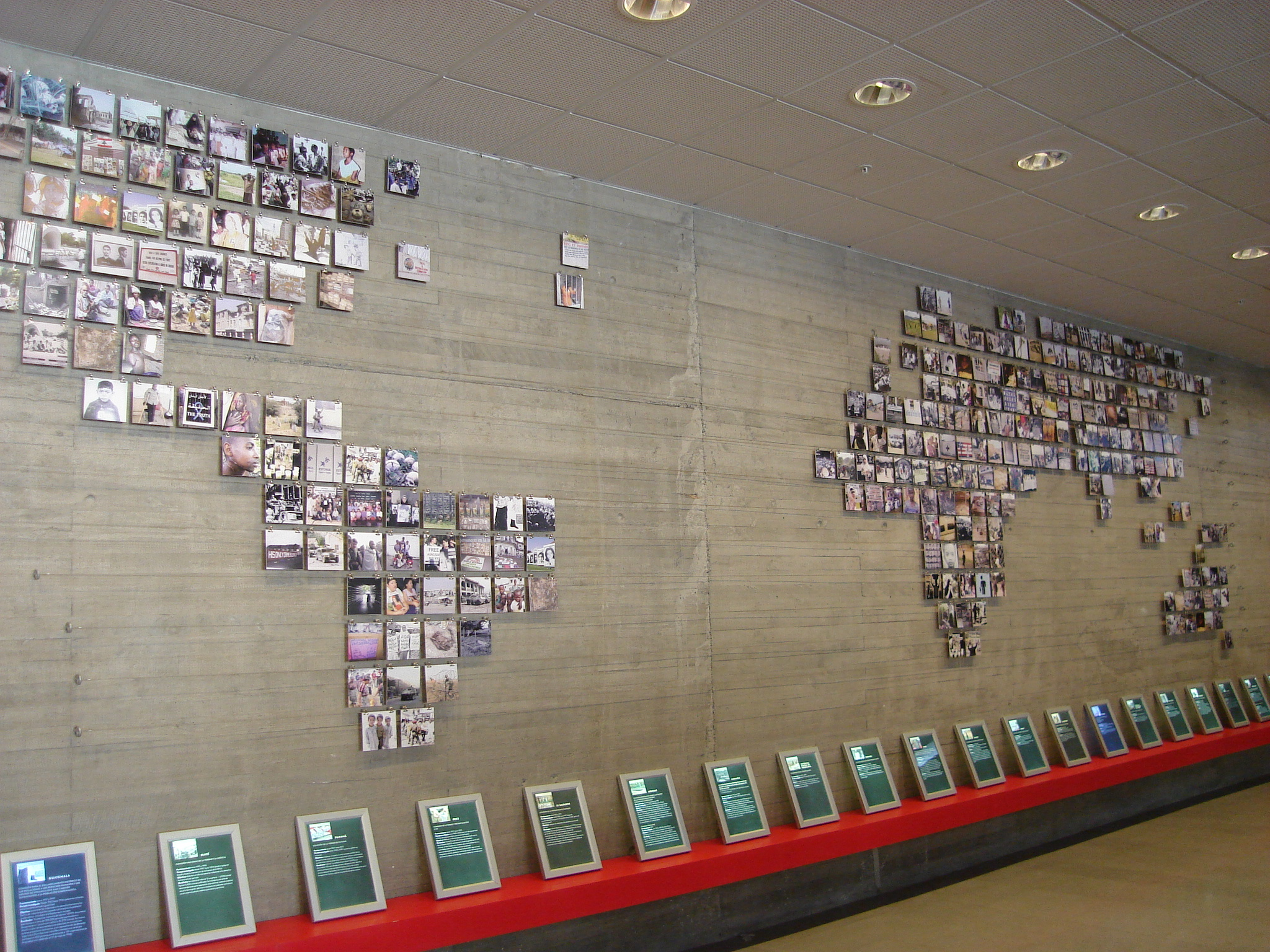
Weltkarte der Wahrheitskommissionen
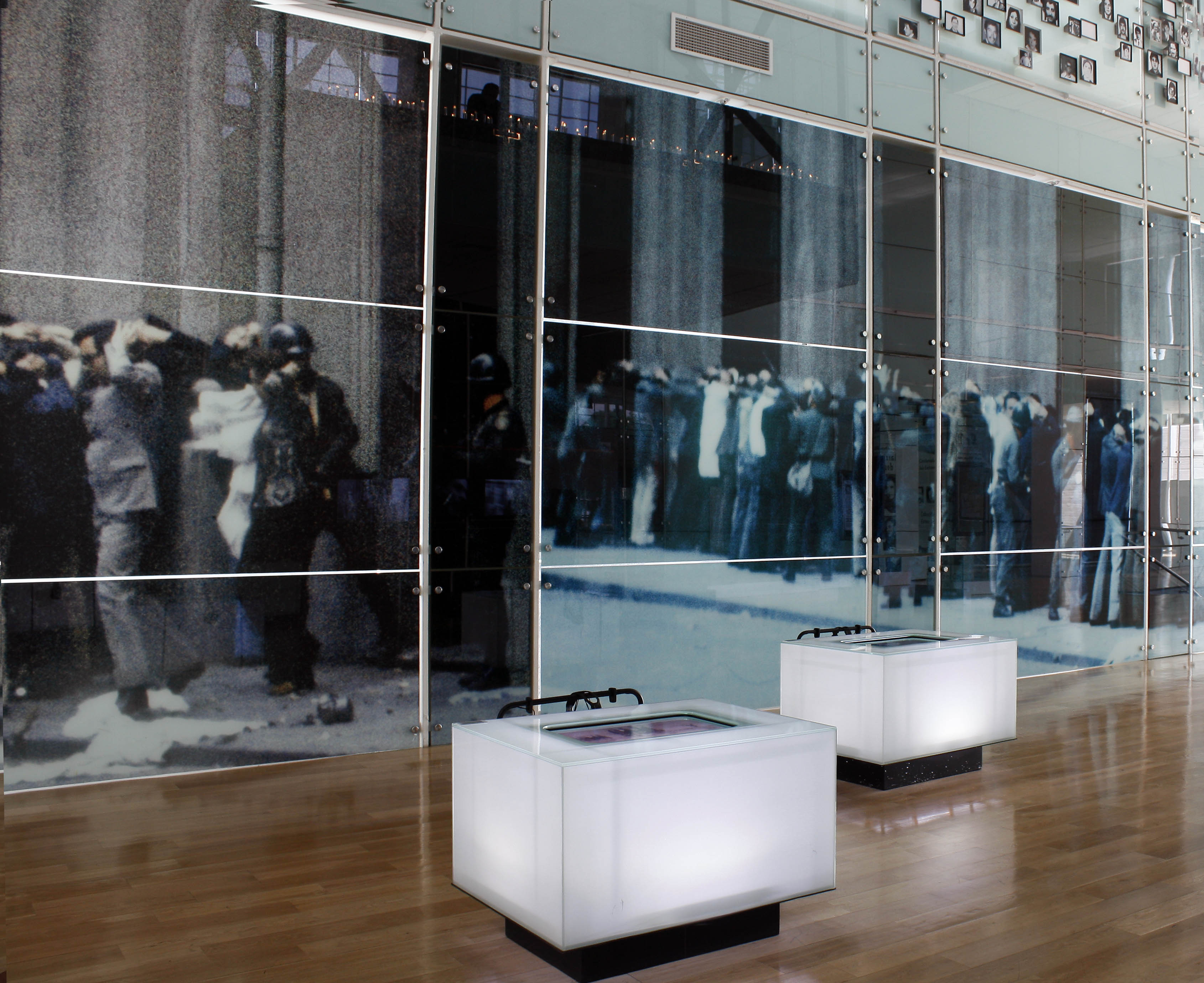
Fotos der Straßen von Santiago de Chile unmittelbar nach dem Putsch
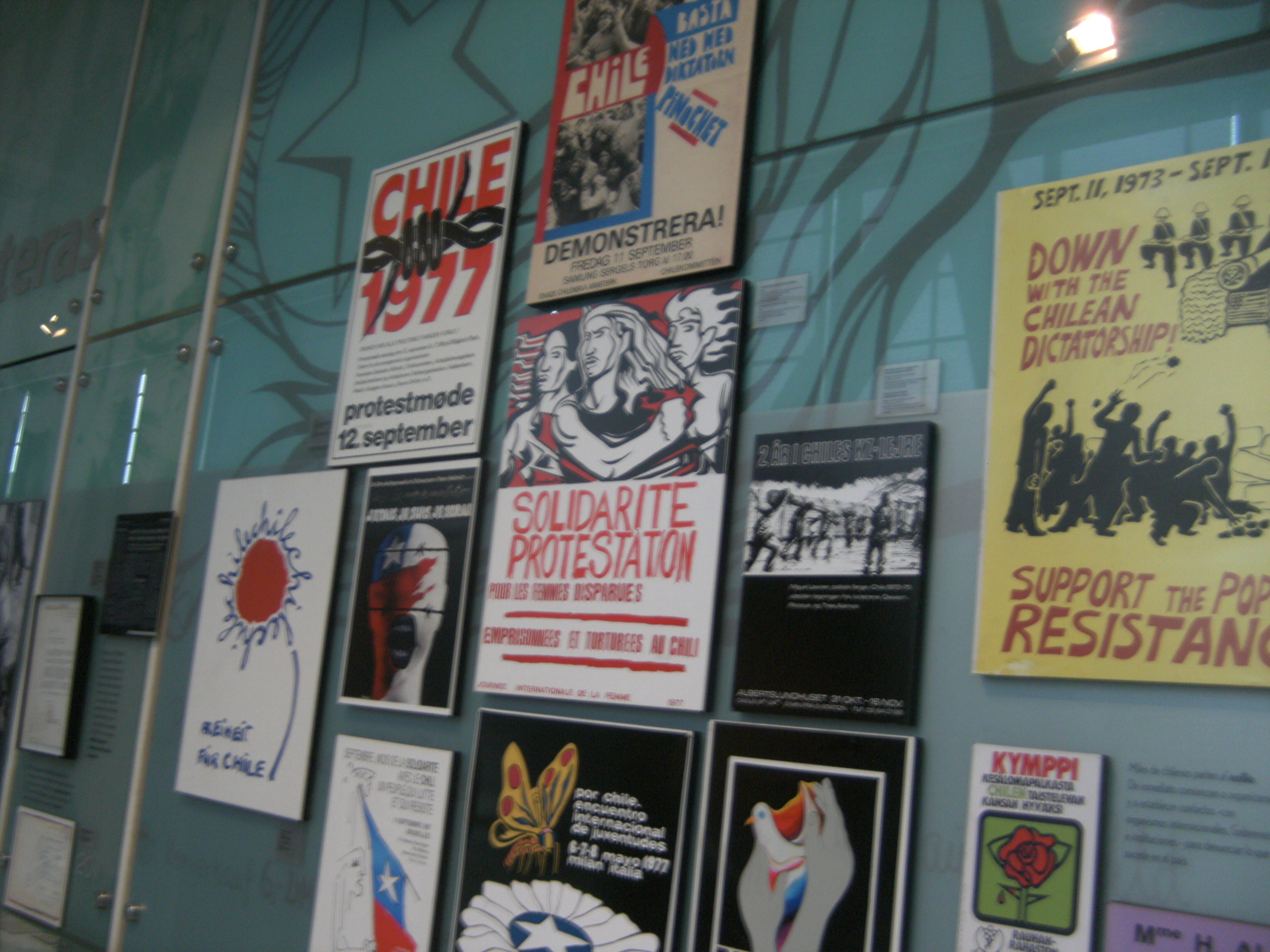
Plakate der internationalen Solidaritätsbewegung für den chilenischen Widerstand
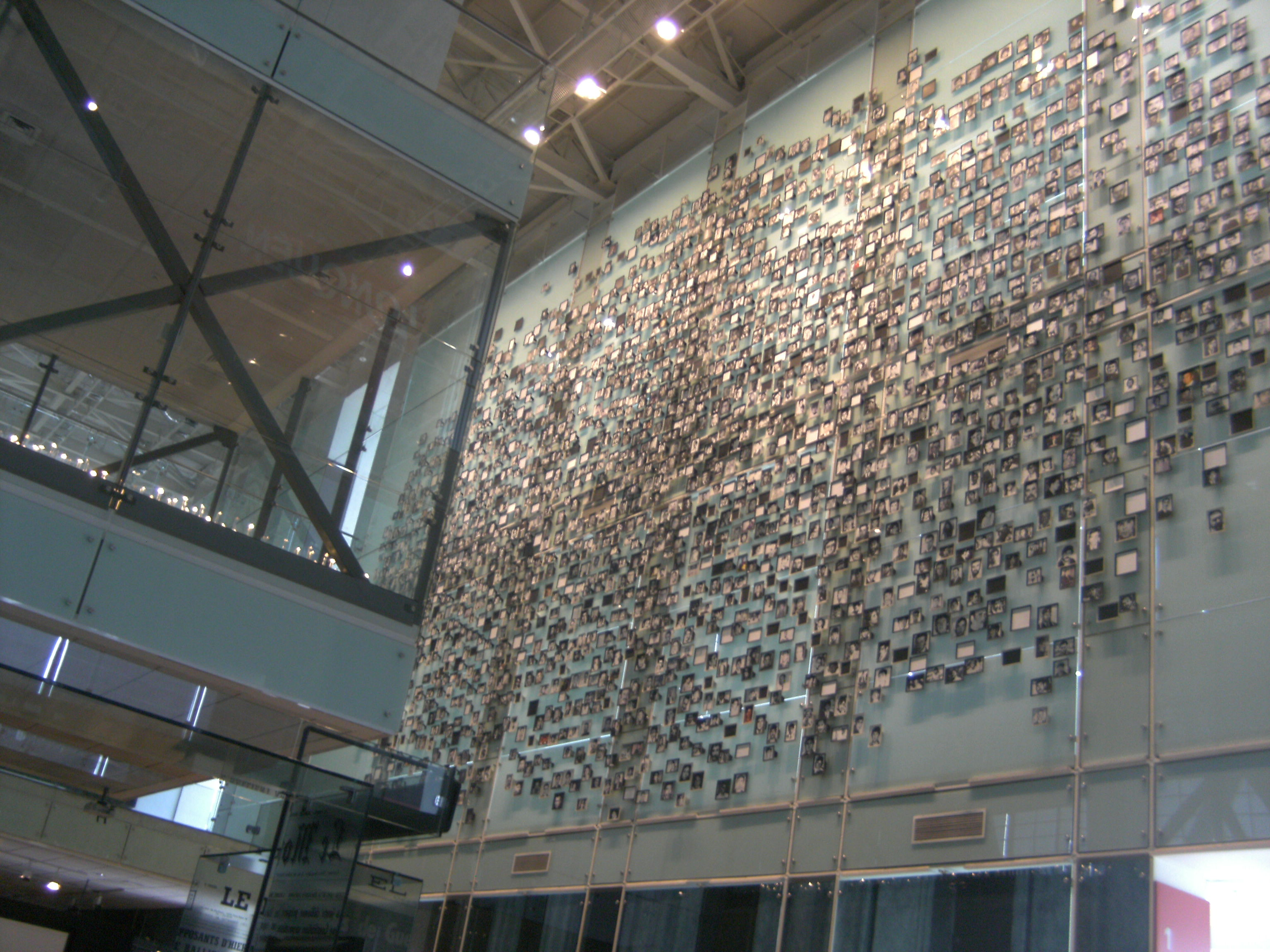
Fotos der Verschwundenen und Ermordeten im Zentrum des Museums
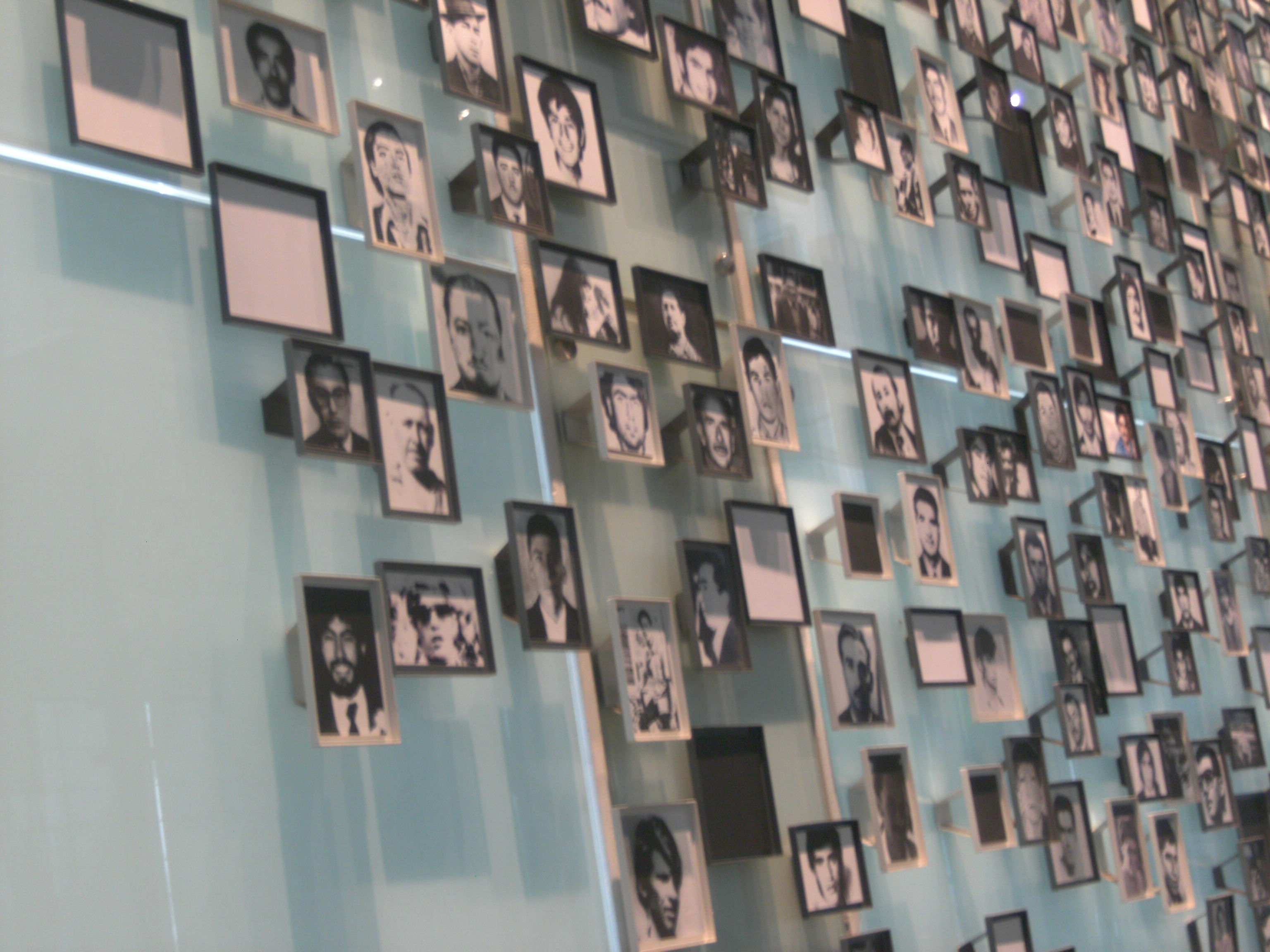
Fotos der Verschwundenen und Ermordeten (Detail)
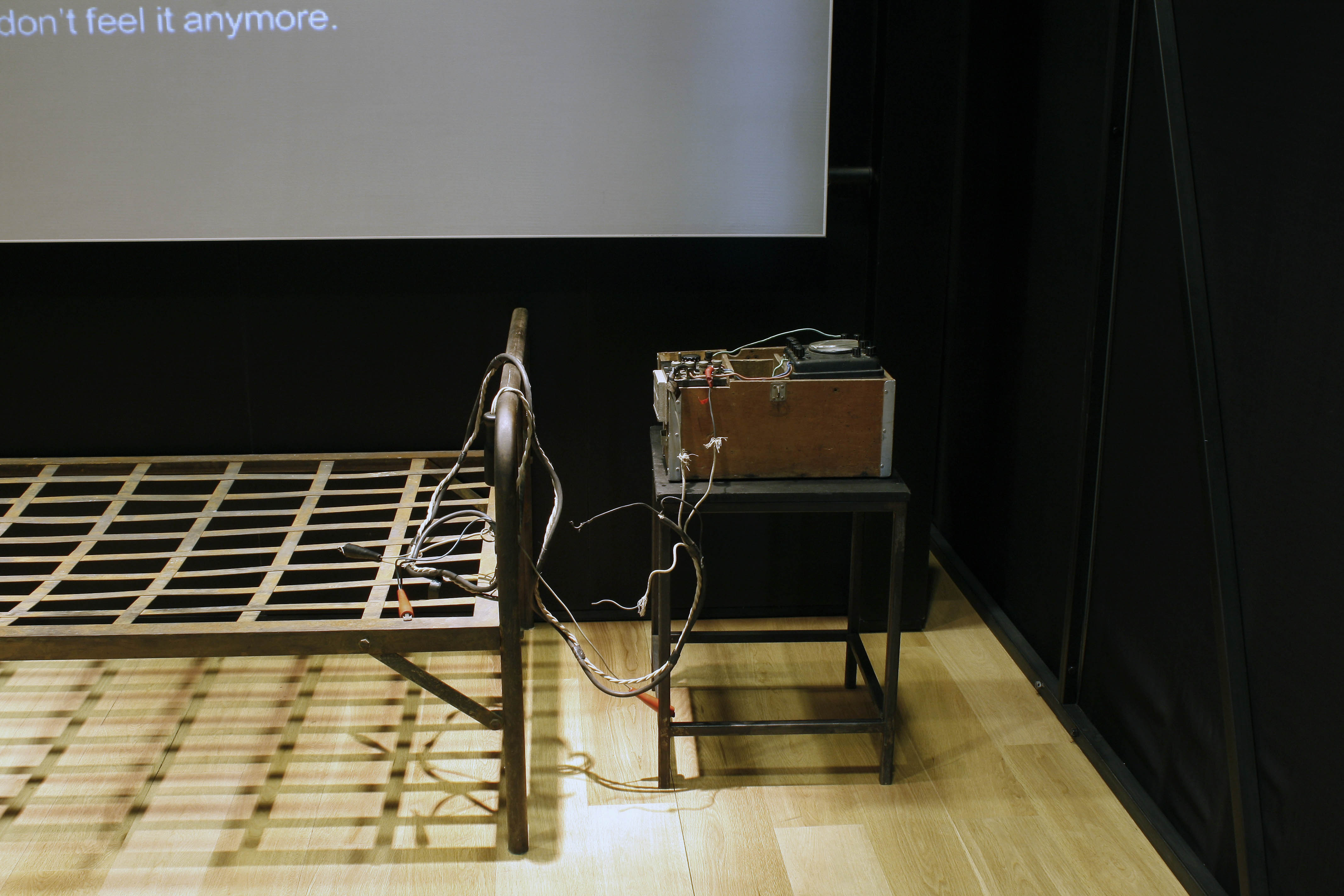
Foltergeräte aus einem Gefängnis der Militärdiktatur

## Digitale Bibliothek

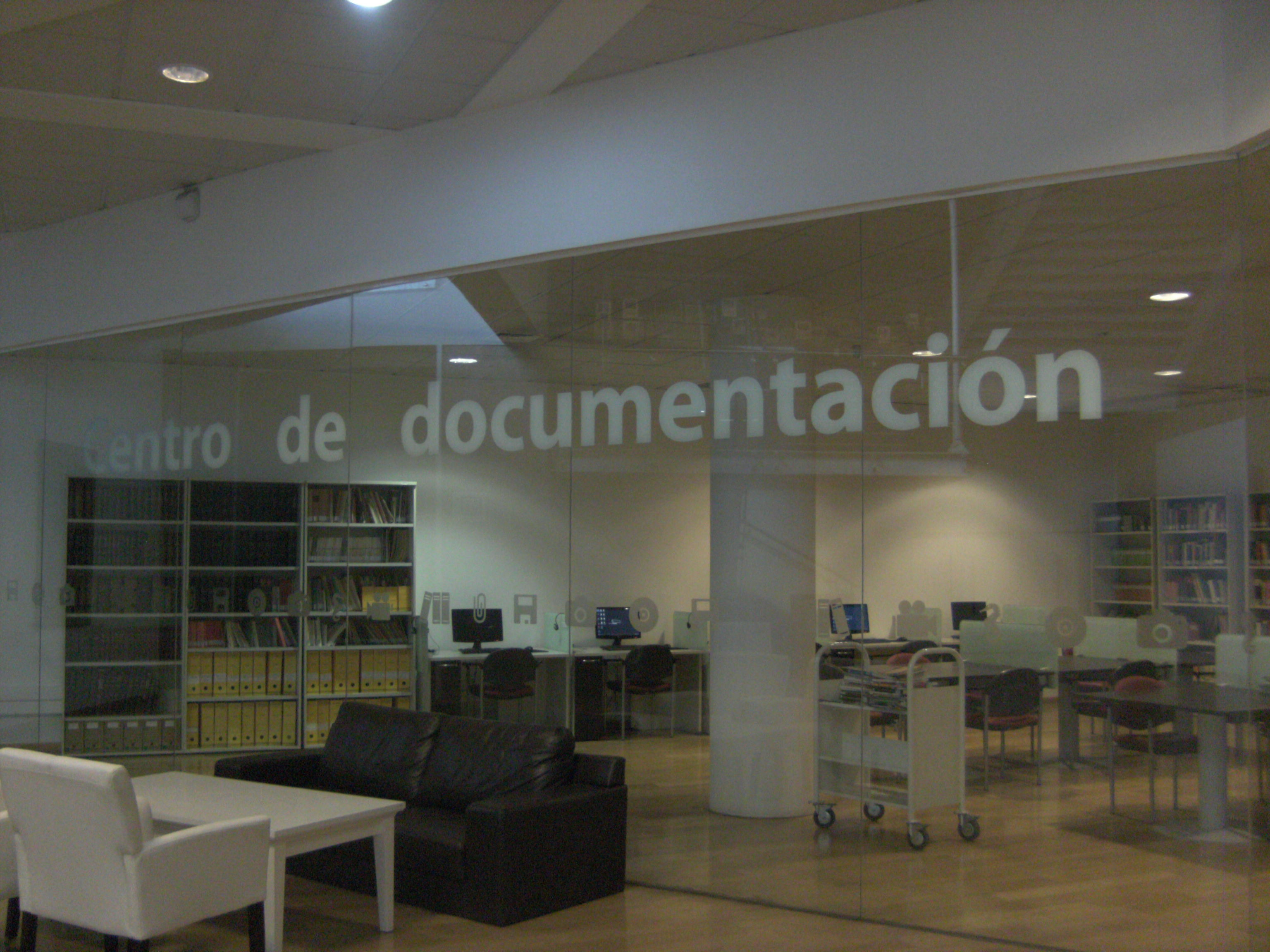
Dokumentationszentrum

Die digitale Bibliothek des Museums bietet eine Datenbank zur Recherche rund um das Sammelgebiet des Museums. Sie ermöglicht einen Online-Zugriff auf Texte, Manuskripte, Foto- und Bildmaterial, Ton- und Filmaufnahmen sowie Informationen zu persönlichen Gegenständen und Dokumenten von Opfern der Diktatur.

## Reaktionen
Die Eröffnung des Museums wurde international beachtet und als historischer Akt hervorgehoben. In vielen Kommentaren wurde – sowohl positiv als auch negativ – beobachtet, Bachelet habe zum Ende ihrer Amtszeit sich selbst ein Denkmal gesetzt. Bereits in den ersten sechs Wochen besuchten rund 50.000 Menschen das Museum. Die Besucherzahlen stiegen in den folgenden Jahren stetig an: Im ersten Jahr wurde das Museum trotz der monatelangen Schließung nach dem Erdbeben von rund 100.000 Menschen besucht, 2014 waren es über eine halbe Million.
Die indigene Bewegung in Chile warf dem Museum vor, seinem universellen Anspruch der Menschenrechte nicht gerecht zu werden. Während Bachelets Eröffnungsrede kletterten zwei Aktivistinnen auf einen Scheinwerferturm auf dem Vorplatz des Museums, um darauf aufmerksam zu machen, dass die Mapuche auch unter Bachelets Regierung ihre Menschenrechte verletzt sahen. Sie zwangen Bachelet, ihre Rede zu unterbrechen und ihre politische Position gegenüber den Mapuche zu verteidigen.
Opferverbände beanstandeten, dass im Museum auch an getötete Angehörige der Militär- und Sicherheitskräfte Pinochets erinnert werde. Es sei nicht akzeptabel, an sie und an die unter der Diktatur Verfolgten und Ermordeten am selben Ort zu erinnern.
Grundlegenden Protest gegen das Konzept des Museums äußerten vor allem rechte und rechtsextreme Gruppierungen. Das Museum zeige nur einen Teil der Wahrheit, denn es betone zu wenig, dass Salvador Allendes linkes Wahlbündnis Unidad Popular teilweise militant gewesen sei und nur dies die heftige Gegenreaktion der Putschisten erklären könne. Es sei außerdem falsch, von Opfern einer Diktatur zu sprechen, denn Chile habe sich in einem Bürgerkrieg befunden, weshalb es sich vielmehr um Kriegsverluste handele. Diese geschichtsrevisionistische Ansicht gilt als widerlegt, wird aber nach wie vor vereinzelt vertreten. Der rechtsextreme Aktivist Juan González, der 2012 eine Gedenkveranstaltung zu Ehren Pinochets organisiert hatte, kündigte an, als Gegenprogramm ein „Museo de la verdad“ (Museum der Wahrheit) gründen zu wollen. Bachelet bezog sich in ihrer Eröffnungsrede auf diese Gegenpositionen, indem sie feststellte, es könne für die grausamen Taten viele Erklärungen geben, aber keine Rechtfertigung. Die Krise, in der sich Chile vor dem Putsch unzweifelhaft befunden habe, rechtfertige nicht die gravierenden Menschenrechtsverletzungen der Militärregierung. Eine gemäßigtere Kritik beruft sich darauf, dass das Museum einen zu engen Ausschnitt aus der Geschichte Chiles gewählt habe. Es vernachlässige die Zeit vor dem Putsch und mache dadurch nicht verstehbar, wie es dazu kommen konnte. So könne das Museum seinem pädagogischen Anspruch nicht gerecht werden. Diese Auffassung vertrat unter anderem Magdalena Krebs, die Leiterin der staatlichen Bibliotheken, Archive und Museen unter der rechtskonservativen Regierung Sebastián Piñeras. Das Direktorium des Museums antwortete direkt auf Krebs’ Kritik und stellte klar, es verstehe die Aufgabe des Museums nicht als historiografisch oder juristisch. Das Ziel der Ausstellung sei es, ein öffentliches Bewusstsein für die systematischen Menschenrechtsverletzungen unter der Militärdiktatur zu fördern.
Mauro Basaure, Soziologe an der Universidad Andrés Bello, rief ein langfristiges Forschungsprojekt zum gesellschaftlichen Diskurs um das Museum ins Leben. Das Museum wird den Wissenschaftler in die künftige Ausstellungsgestaltung einbeziehen.

## Veröffentlichungen
Das Museo de la Memoria y los Derechos Humanos gibt eine große Zahl an Publikationen zur Geschichte und Erinnerungskultur Chiles heraus, darunter die Monografienreihe Signos de la Memoria. Mit einem Wettbewerb fördert das Museum jährlich zehn Abschluss- und Doktorarbeiten, die sich mit den Menschenrechtsverletzungen der Militärdiktatur und ihrer Aufarbeitung beschäftigen. Die ausgewählten Arbeiten werden in der Reihe Tesis de Memoria veröffentlicht.
Digitale Versionen der Veröffentlichungen, einschließlich der Museums- und Ausstellungskataloge, sind kostenlos auf der Website des Museums verfügbar.